# Sędrowo
Sędrowo (deutsch Sendrowen, 1938 bis 1945 Treudorf) ist ein kleines Dorf in der polnischen Woiwodschaft Ermland-Masuren. Es gehört zur Gmina Wielbark (Stadt- und Landgemeinde Willenberg) im Powiat Szczycieński (Kreis Ortelsburg).

## Geographische Lage
Sędrowo liegt westlich des Waldpuschflusses (polnisch Wałpusza) kurz vor dessen Mündung im Omulef (polnisch Omulew), der hier die Grenze zwischen den Woiwodschaften Ermland-Masuren und Masowien bildet. Die Kreisstadt Szczytno (deutsch Ortelsburg) liegt 21 Kilometer in nördlicher Richtung entfernt.

## Geschichte
Die ersten Verhandlungen über die Anlage des Dorfes fanden 1785 statt. Die Gründungsurkunde von Sendrowen datiert auf den 31. Dezember 1787. Für die Erschließung der Region war das Fehlen der Vorflut im Bereich des Waldpuschflusses. Die endgültige Lösung des Problems erfolgte erst in den Jahren 1932 bis 1935.
Von 1874 bis 1945 war Sendrowen in den Amtsbezirk Groß Lattana (polnisch Łatana Wielka) eingegliedert, der – 1938 in „Amtsbezirk Großheidenau“ umbenannt – zum ostpreußischen Kreis Ortelsburg gehörte.
Im Jahre 1910 betrug die Zahl der Einwohner Sendrowens 314. Sie sank bis 1933 auf 266.
Aufgrund der Bestimmungen des Versailler Vertrags stimmte die Bevölkerung in den Volksabstimmungen in Ost- und Westpreussen am 11. Juli 1920 über die weitere staatliche Zugehörigkeit zu Ostpreußen (und damit zu Deutschland) oder den Anschluss an Polen ab. In Sendrowen stimmten 235 Einwohner für den Verbleib bei Ostpreußen, auf Polen entfiel eine Stimme.
Am 3. Juni – amtlich bestätigt am 16. Juli – 1938 wurde Sendrowen aus politisch-ideologischen Gründen der Abwehr fremdländisch erscheinender Ortsnamen in „Treudorf“ umbenannt. Die Einwohnerzahl belief sich ein Jahr später auf immer noch 266.
1945 kam das Dorf in Kriegsfolge zusammen mit dem gesamten südlichen Ostpreußen zu Polen und erhielt die polnische Namensform „Sędrowo“. Als Sitz eines Schulzenamtes (polnisch Sołectwo) ist es heute eine Ortschaft im Verbund der Stadt- und Landgemeinde Wielbark (Willenberg) im Powiat Szczycieński (Kreis Ortelsburg), bis 1998 der Woiwodschaft Olsztyn, seither der Woiwodschaft Ermland-Masuren zugehörig. Im Jahre 2011 zählte Sędrowo 92 Einwohner.

## Kirche
Kirchlich war Sendrowen/Treudorf bis 1945 in die Stadt Willenberg (Wielbark) eingegliedert: in die evangelische Pfarrei Willenberg in der Kirchenprovinz Ostpreußen der Kirche der Altpreußischen Union sowie in die römisch-katholische Pfarrkirche der Stadt im damaligen Bistum Ermland.
Heute gehört Sędrowo katholischerseits weiterhin zur Pfarrei in Wielbark, das jetzt im Erzbistum Ermland liegt. Die evangelischen Einwohner orientieren sich zur Kirche in Szczytno (Ortelsburg) in der Diözese Masuren der Evangelisch-Augsburgischen Kirche in Polen.

## Schule
Die Dorfschule in Sendrowen war eine Gründung in der Regierungszeit von Friedrich Wilhelm I. Das zu Anfang des 20. Jahrhunderts errichtete Schulgebäude findet wegen seiner bemerkenswerten Architektur noch heute zahlreiche interessierte Betrachter.

## Verkehr
Sędrowo ist über Nebenstraßen von Wielbark aus zu erreichen, außerdem von Lejkowo (Röblau) aus. Eine Bahnanbindung besteht nicht.

## Persönlichkeiten
- Karl Otter (* 27. April 1883 in Sendrowen), deutscher Gewerkschaftler und Politiker († 1945 im KZ Bergen-Belsen)